# Naldo Kwasie
Naldo Braidner Kwasie (sinh ngày 20 tháng 4 năm 1986) là một cầu thủ bóng đá người Suriname thi đấu ở vị trí hậu vệ. Anh thi đấu tại vòng loại giải vô địch bóng đá thế giới 2014.

## Sự nghiệp quốc tế

### Bàn thắng quốc tế
Tỉ số và kết quả liệt kê bàn thắng của Suriname trước.
| #  | Ngày                 | Địa điểm                                                  | Đối thủ           | Tỉ số | Kết quả | Giải đấu                                     |
| -- | -------------------- | --------------------------------------------------------- | ----------------- | ----- | ------- | -------------------------------------------- |
| 1. | 14 tháng 11 năm 2010 | Antigua Recreation Ground, St. John's, Antigua và Barbuda | Dominica          | 1–0   | 5–0     | Vòng loại Cúp bóng đá Caribe 2010            |
| 2. | 11 tháng 10 năm 2011 | Sân vận động André Kamperveen, Paramaribo, Suriname       | Cộng hòa Dominica | 1–3   | 1–3     | Vòng loại giải vô địch bóng đá thế giới 2014 |